# Ip Man (film)
Ip Man (Chinees: 叶问 / 葉問) is een Hongkongse martialartsfilm uit 2008 geregisseerd door Wilson Yip met in de hoofdrol Donnie Yen. De film is gebaseerd op het leven van Ip Man, een grootmeester van de vechtkunst wing chun en leraar van Bruce Lee.
De film leidde tot drie vervolgen: Ip Man 2, Ip Man 3 en Ip Man 4: The Finale.

## Verhaal
De stad Foshan in China staat bekend om zijn talrijke vechtsportscholen en vele meesters. De beste is de onvergelijkbare Ip Man, die zeer gerespecteerd wordt door de lokale bevolking. Sinds enige tijd geeft Ip Man echter geen les, maar wijdt hij zich aan het gezinsleven. Alles verandert wanneer de tweede Chinees-Japanse oorlog uitbreekt. De stad valt onder Japanse bezetting en het Japans Keizerlijk Leger neemt het huis van Ip Man in beslag om als hoofdkwartier te gebruiken. Ip Man, die tot nu toe goed met zijn gezin heeft geleefd, moet nu hard werken om zijn vrouw en kind te onderhouden. Al snel leren de Japanners over zijn vaardigheden en besluiten ze deze te gebruiken.

## Rolverdeling
- Donnie Yen - Ip Man
- Lynn Hung - Cheung Wing-sing
- Hiroyuki Ikeuchi - General Miura
- Tenma Shibuya - Colonel Sato
- Gordon Lam - Li Chiu
- Fan Siu-wong - Jin Shanzhao
- Simon Yam - Chow Ching-chuen
- Xing Yu - Lin
- Wong You-nam - Yuan
- Calvin Cheng - Chow Kong-yiu
- Chen Zhihui - Master Liu